# Hongrie ottomane

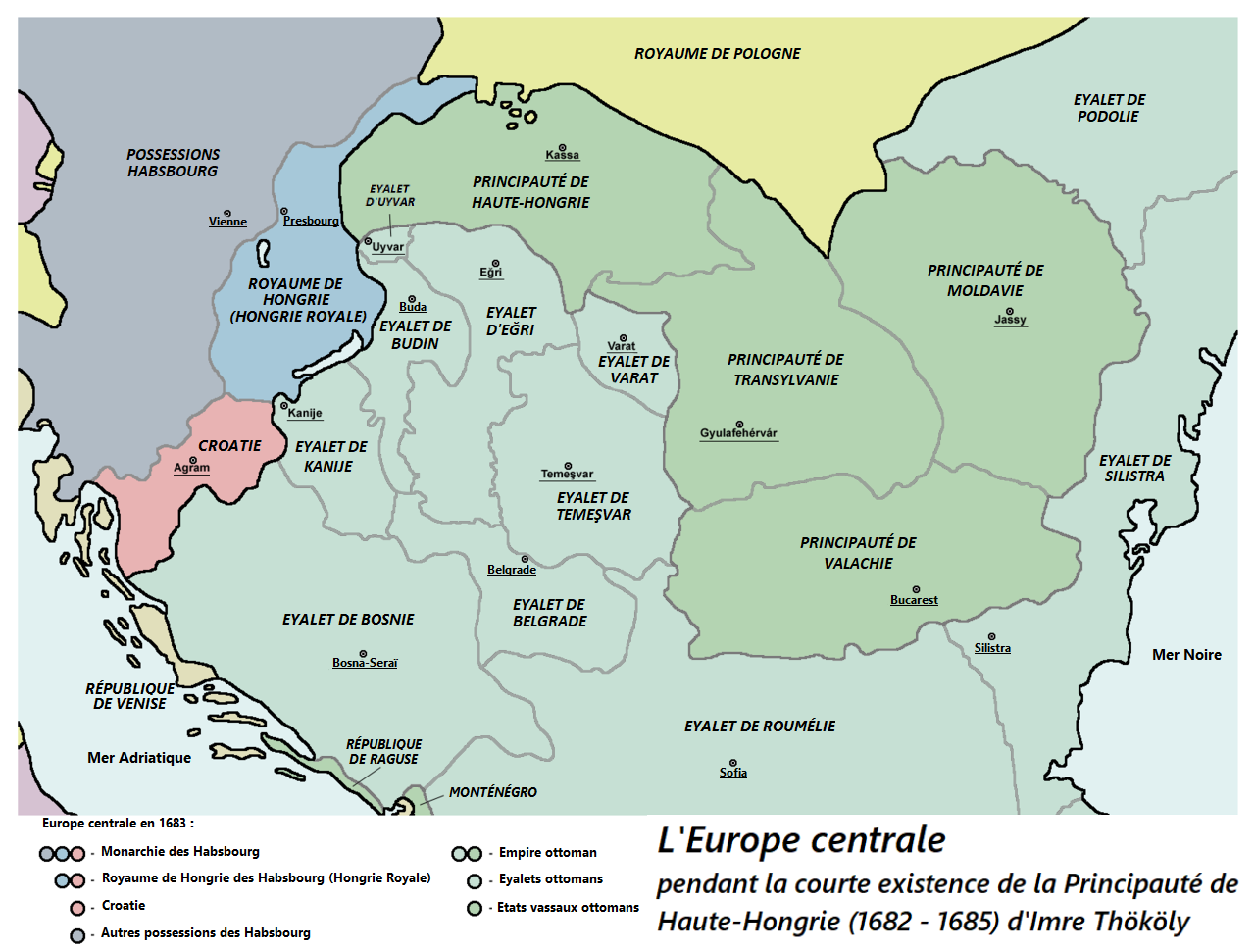
La domination ottomane sur la Hongrie a atteint son apogée en 1683, avec notamment les oeillets de Budin, Egri, Kanije, Temesvar, Uyvar et Varat. La Principauté semi-indépendante de Transylvanie était un État vassal ottoman pendant la majeure partie des, la Principauté de Haute-Hongrie était également un État vassal entre 1682 et 1685.

La Hongrie ottomane (en hongrois : Török hódoltság soit « occupation turque » dans l'historiographie hongroise) fait référence aux parties du Royaume de Hongrie qui ont été conquises et gouvernées par l'Empire ottoman entre 1541 et 1699. Elle couvrait le sud de la Transdanubie et la quasi-totalité de la région de la Grande Plaine de Hongrie.

## Histoire

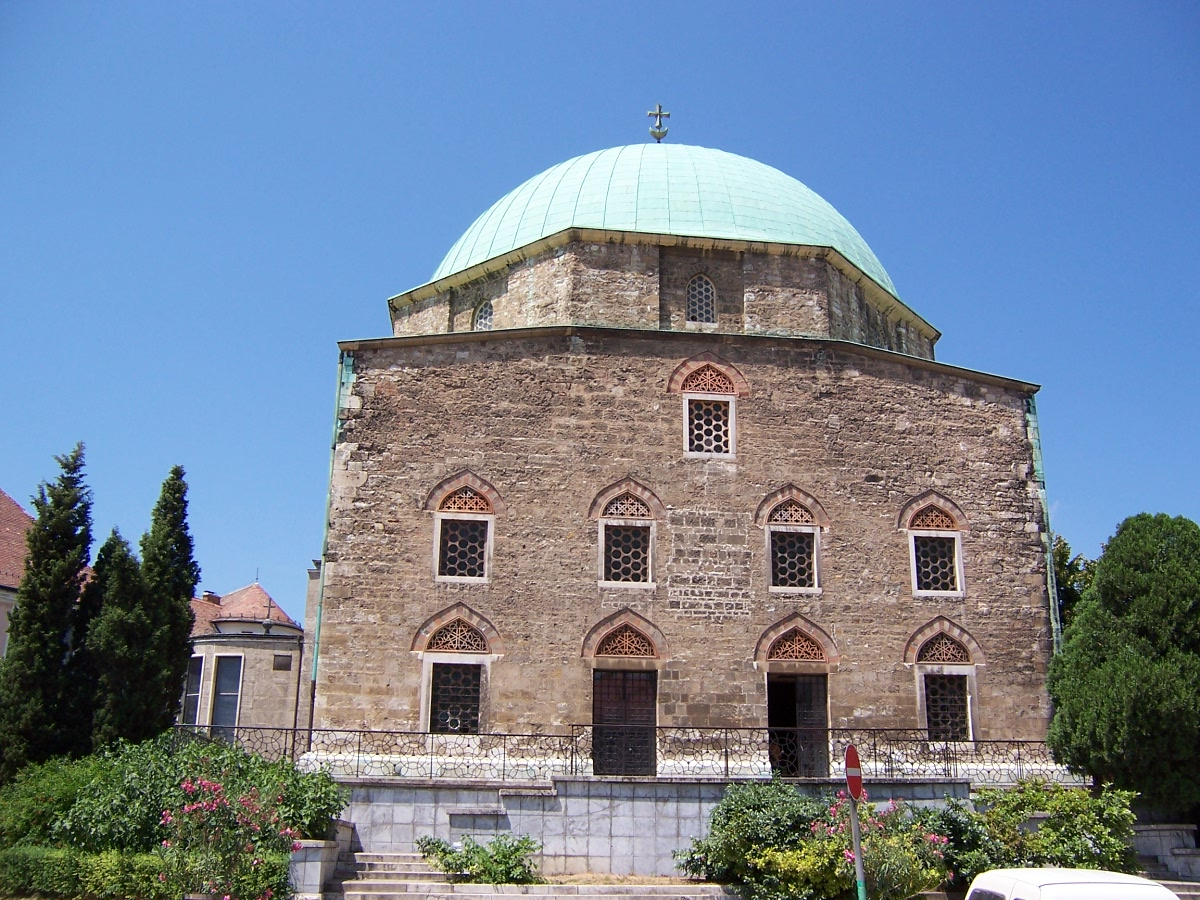
L'église de Pécs est une ancienne mosquée ottomane.

Au XVIe siècle, le pouvoir de l'Empire ottoman s'accroit au fil de sa conquête des Balkans tandis que celui des Hongrois s'affaiblit en raison des dissensions dans la noblesse et des jacqueries paysannes, notamment durant le règne de Louis II de Hongrie (1506-1526).
Le sultan ottoman, Soliman le Magnifique (1520–1566) prend Belgrade en 1521 et dans la suite de son expansion il inflige une lourde défaite à l'armée hongroise lors de la bataille de Mohács (1526). 
Après la chute de Buda en 1541, alors que le centre et le Sud de la Hongrie passent sous domination directe du Sultan, l'Ouest reconnait les Habsbourg comme souverains : c'est la Hongrie royale ; le Nord se constitue brièvement en principauté de Haute-Hongrie sous le règne d'Imre Thököly et à l'est, le fils de Jean Ier Zapolya agrandit la principauté de Transylvanie, vassale du royaume hongrois devenue vassale de l'Empire ottoman, en un royaume de Hongrie orientale reconnu en 1570. 
Durant la période ottomane, les Turcs espèrent conquérir les possessions des Habsbourg tandis que ces derniers espèrent repousser l'invasion musulmane vers les Balkans, hors d'Europe centrale, tout en promouvant la Contre-Réforme car le protestantisme gagne du terrain en Transylvanie et parmi la bourgeoisie et la noblesse hongroise. Les bouleversements et les guerres favorisent la constitution de bandes de betyárs et de hajdús, mi-brigands, mi rebelles anti-ottomans, qui s'en prennent notamment aux caravanes de sel et aux élevages ottomans de bétail (en quelques années la Hongrie ottomane exporte plus de 500 000 têtes de bétail vers Constantinople).
L'échec du second grand assaut turc contre Vienne en 1683 marque la fin de l'avancée ottomane en Europe. En 1699 le traité de Karlowitz qui met fin à la grande guerre turque, ne laisse aux Ottomans que le Banat, à son tour évacué au traité de Passarowitz en 1718 : c'est la fin de la période ottomane en Hongrie. Quant à la principauté de Transylvanie, elle retrouve ses limites d'avant 1526 et devient, comme la Hongrie, une composante de la monarchie des Habsbourg. De ce fait, les Habsbourg prennent les titres de « rois de Hongrie et voïvodes de Transylvanie ».

## Administration
Le territoire hongrois sous administration ottomane est divisé en sandjaks (provinces). Le pacha de Buda avait le titre le plus élevé du pays. Les sandjak-beys étaient responsables de l'administration, juridiction et de la défense. Les Ottomans veillèrent à la prospérité et à la sécurité de leurs nouvelles terres, confisquées à la noblesse hongroise. La « Sublime Porte » (terme désignant le gouvernement ottoman) possédait 20 % des terres, le reste étant divisé entre les soldats et les fonctionnaires. Le principal souci de l'administration turque était la collecte des impôts, les sujets chrétiens ou juifs étant plus rentables que les musulmans, car payant une double-capitation conformément à la loi islamique. Cette rentabilité encouragea la tolérance religieuse des ottomans et l'émergence d'une nouvelle bourgeoisie travaillant dans l'artisanat et le commerce. Le calvinisme se répandit rapidement parmi ces bourgeois et ces artisans.
Certaines sources modernes affirment que des millions de Magyars ont été réduits en esclavage par les Turcs et dispersés dans l'Empire ottoman et que c'est cette ponction démographique ciblée sur une seule ethnie qui explique que dans la Grande-Hongrie d'avant 1918, la proportion de Magyars était inférieure à 50 %, alors qu'elle aurait été, antérieurement à la période ottomane, supérieure à 75 %, ce qui est impossible à démontrer en l'absence de statistiques ethniques avant le milieu du XVIIIe siècle.

## Culture

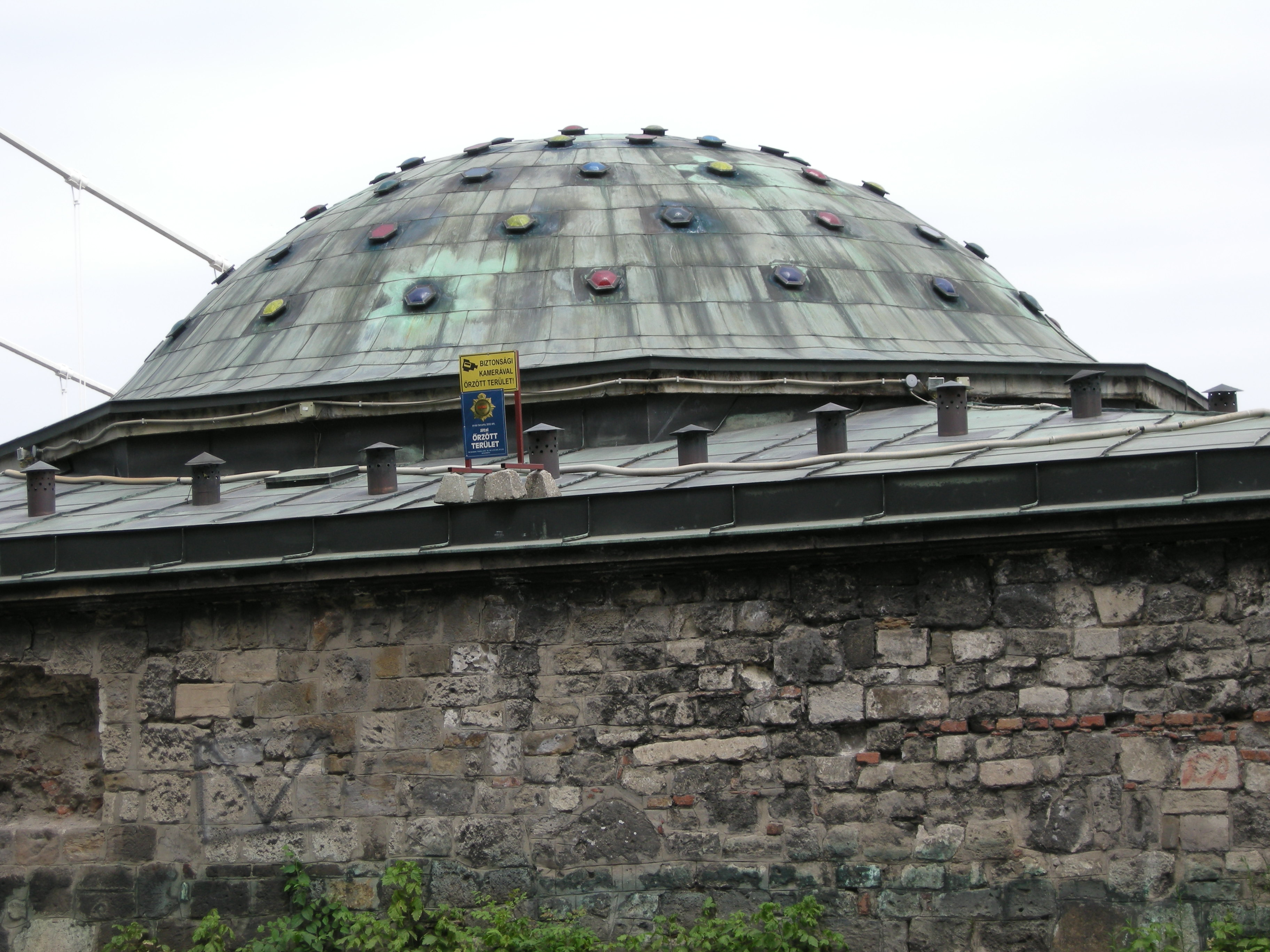
Les bains Rudas de Budapest conservent une coupole ottomane.

Selon les nationalistes modernes comme Pál Fodor, les conséquences des guerres turques auraient été terribles pour la région et les infrastructures de la Hongrie médiévale auraient été en grande partie détruites, tandis que les villes florissantes tombées aux mains des Ottomans auraient décliné avec un transfert des principaux pôles économiques.

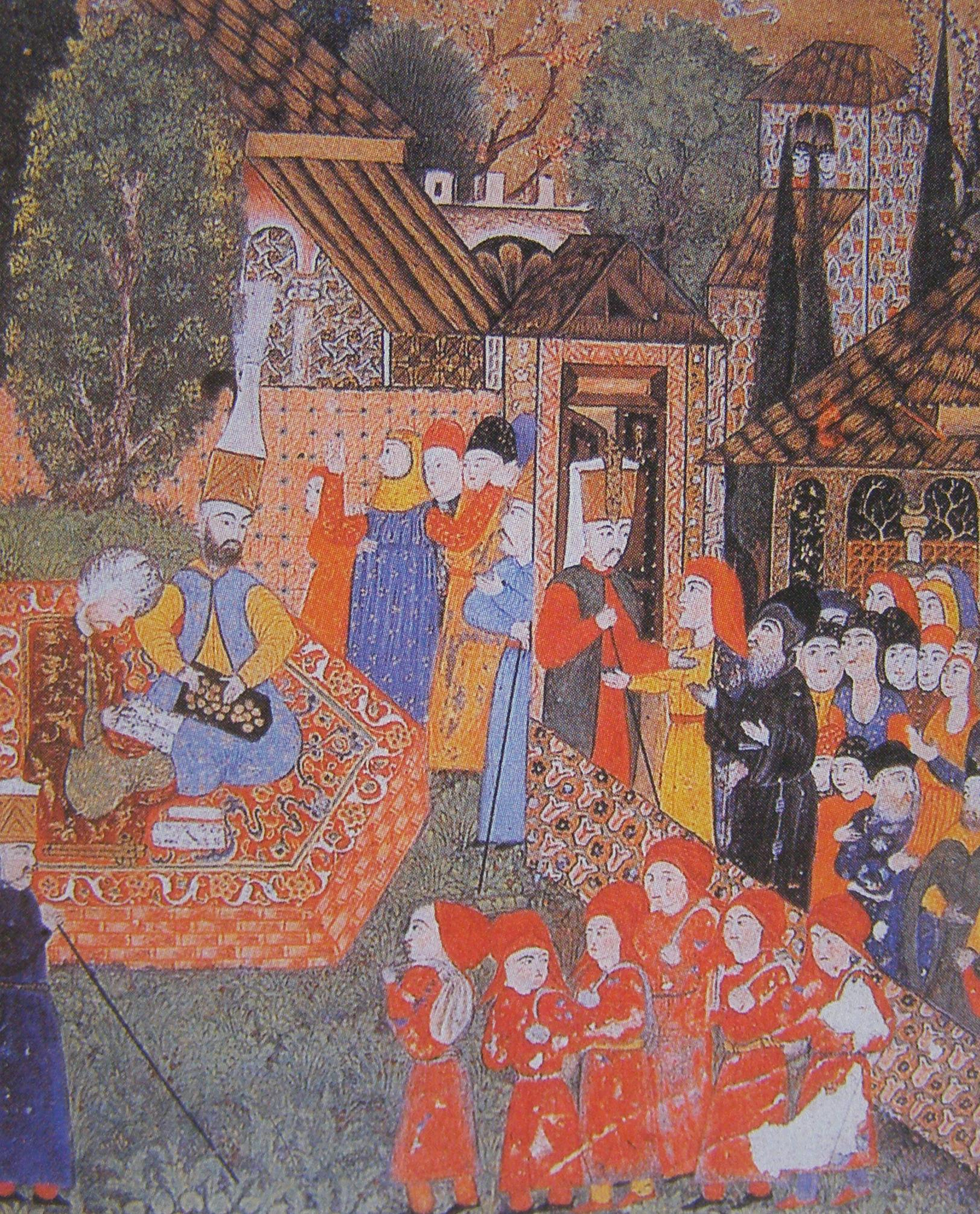
Palais ottoman en Hongrie : les Turcs enrôlant dans l'armée les enfants hongrois.

L'historiographie universitaire ne partage pas ce point de vue et note que plusieurs centres culturels font leur apparition durant la période ottomane. Au XVIe siècle, 165 écoles primaires musulmanes (mekteb) et 77 écoles secondaires et théologiques (madrassas) dispensent des cours dans 39 grandes villes de la province ; en outre, des écoles catholiques et protestantes se multiplient en une « concurrence des confessions ». Les écoles primaires enseignent l'écriture, l'arithmétique de base, la lecture de la Bible ou du Coran et les sciences religieuses de chaque confession ; les Juifs ont leurs yechovot. Pál Fodor lui-même reconnaît que l'Empire ottoman toléra en Hongrie les Ordres du royaume (clergé, noblesse, bourgeoisie),, qu'une politique d'islamisation n'a pas eu lieu et que le devchirmé ou « impôt sur le sang », qui désigne le recrutement forcé de jeunes garçons pour qu'ils deviennent des janissaires, fut très appliqué en Hongrie.
Les Ottomans n'ont interdit ni le christianisme, ni le judaïsme, mais l'arrivée de près de 80 000 colons musulmans a contribué à une certaine progression de l'islam dans le pays. La maintenance des lieux de cultes musulmans, chrétiens et juifs était à la charge des Ottomans, la seule limitation étant d'ordre architectural : aucun lieu de culte non-musulman ne devait être plus haut que les mosquées, et c'est pourquoi certains clochers furent abaissés et de hauts minarets furent construits. Des exemples d'architectures ottomanes subsistent, semblables à des bâtiments d'Istanbul ou d'Edirne. L'apparition des bains turcs, avec les bains Rudas, est le point de départ d'une longue tradition en Hongrie. Pas moins de 75 hammams seront construits durant la période ottomane.